# المنطقة التنموية الغربية
المقاطعة التنموية الغربية هي إحدى الأقاليم الخمسة في النيبال. يبلغ عدد سكانها 4,926,765 نسمة وذلك حسب إحصائيات سنة 2011. تبلغ مساحتها 29,398 كم². وتحتوي على 3 مديريات و15 مقاطعة.